# حادثة مدرسة لوبيريها

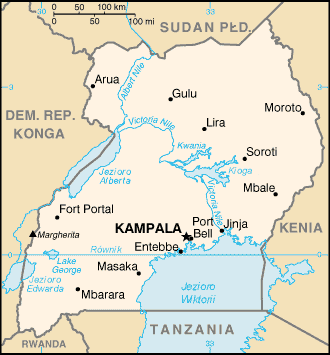
وقع الهجوم غرب أوغندا قرب الحدود قرب مع جمهورية الكونغو الديمقراطية

حادثة مدرسة لوبيريها، هو هجوم إرهابي تعرضت له مدرسة لوبيريها في مدينة مبوندوي (غرب أوغندا) في 16 يونيو 2023، راح ضحيته 42 قتيلاً (37 منهم تلاميذ) فيما تنتظر عائلات أخرى معرفة مصير أبنائهم الذين لا يزالون مفقودين، في هجوم هو الأكثر دموية في البلاد منذ حادثة كمبالا في 2010، بحسب وكالة الأنباء الفرنسية، وفر المهاجمون بعد الحادثة، وتقول مصادر رسمية إنهم اتجهوا نحو حديقة "فيرونغا" الوطنية، والتي تعد أقدم وأكبر حديقة وطنية في أفريقيا.
وتعرضت المدرسة التي يقطنها نحو 60 طالباً لهجوم مباغت، بالأسلحة النارية والقنابل والمناجل، وقال الجيش الأوغندي إن بعض الأولاد "أحرقوا أو قطعوا إرباً حتى الموت، فيما اختطف آخرون معظهم من الفتيات". وتوعد الرئيس الأوغندي ملاحقة منفذي الهجوم، واتهم الجيش الأوغندي عناصر من القوات الديموقراطية المتحالفة، التي أعلنت الولاء لتنظيم الدولة الإسلامية المتطرف (داعش)، بالوقوف وراء الهجوم.
وأعلنت أوغندا توقيف 20 مشتبهاً بالتواطؤ مع منفذي الهجوم.

## تفاصيل الهجوم
وصل مسلحون إلى مدرسة لوبيريها في مبوندوي قبيل منتصف الليل من يوم الجمعة 16 يونيو 2023، وبدأوا بإطلاق النار على حارس المدرسة، قبل اتجاههم إلى سكن الطلبة، وألقوا بقنابل حارقة في داخل المبنى بعد فشلهم في اقتحامه، ما أثار فوضى عارمة، ومع هروب الطلاب والطالبات تمكن المهاجمون من قتل بعضهم بالمناجل والأسلحة النارية واختطاف آخرين.
وأشعل المهاجمون النار في مبان متعددة للمدرسة، ونهبوا المواد الغذائية. وأفادت الشرطة أنها تلقت بلاغاً عن الهجوم في تمام الساعة 11 مساءً بالتوقيت المحلي، وعند وصولها للموقع وجدوا آثار حريق هائل وجثث محروقة وأخرى مقطعة.

## ردود أفعال دولية
أثار الهجوم الإرهابي ردود أفعال دولية واسعة، حيث أدانت الأمم المتحدة الحادثة، ودعت للإفراج الفوري عن المخطوفين، وتقديم المتورطين إلى العدالة، ووصفت منظمة الأمم المتحدة للطفولة (يونيسف) الهجوم بـ"الاعتداء على التقدم الذي قاد الشباب تحقيقه في أوغندا على مدى سنوات"، وأدانت منظمة التعاون الإسلامي الهجوم الإرهابي، مؤكدة دعمها الكامل للسلطات الاوغندية في مكافحة الإرهاب، وأدانت عدة دول عربية الحادثة الإرهابية، كالسعودية، مصر، وعمان، والكويت وقطر والإمارات، والجزائر وغيرها، إضافة إلى فرنسا.